# Danuel House
Danuel Kennedy House, Jr. (Houston, Texas, 7 de junio de 1993) es un baloncestista estadounidense, que actualmente se encuentra sin equipo. Con 1,98 metros de estatura, juega en la posición de escolta.

## Trayectoria deportiva

### Universidad

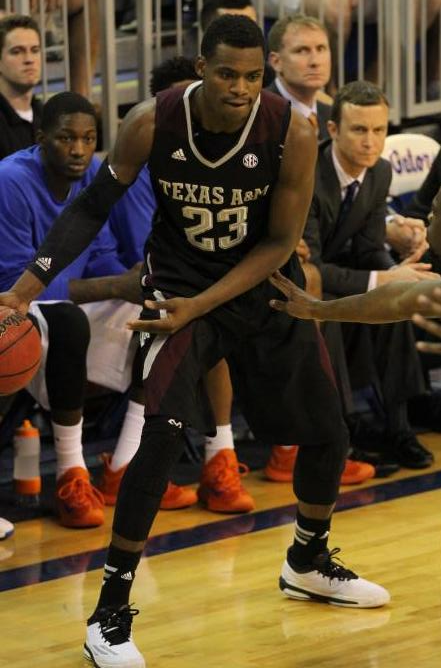
House con Texas A&M en 2015.

Jugó dos temporadas con los Cougars de la Universidad de Houston, en las que promedió 12,9 puntos, 5,1 rebotes y 1,9 asistencias por partido, siendo elegido en 2013 novato del año de la Conference USA.
En 2014 fue transferido a los Aggies de la Universidad de Texas A&M, y, tras el perderse los tres primeros partidos, recibió el consentimiento de la NCAA para jugar ese mismo año. Disputó dos temporadas más, en las que promedió 15,2 puntos, 4,3 rebotes y 2,1 asistencias por partido, siendo incluido en 2015 en el mejor quinteto de la Southeastern Conference, y en el segundo al año siguiente.

#### Estadísticas
| Año     | Equipo    | PJ  | PT  | MPP  | %TC  | %3P  | %TL  | RPP | APP | ROB | TPP | PPP  |
| ------- | --------- | --- | --- | ---- | ---- | ---- | ---- | --- | --- | --- | --- | ---- |
| 2012–13 | Houston   | 33  | 27  | 28.6 | .436 | .316 | .718 | 4.9 | 1.8 | .9  | .2  | 12.4 |
| 2013–14 | Houston   | 24  | 18  | 28.5 | .428 | .333 | .699 | 5.3 | 1.9 | .8  | .8  | 13.6 |
| 2014–15 | Texas A&M | 26  | 23  | 32.5 | .417 | .400 | .643 | 3.8 | 2.1 | .7  | .6  | 14.8 |
| 2015–16 | Texas A&M | 36  | 34  | 30.9 | .396 | .309 | .715 | 4.8 | 2.1 | .5  | .3  | 15.6 |
| Total   | Total     | 119 | 102 | 30.1 | .416 | .338 | .699 | 4.7 | 2.0 | .7  | .4  | 14.1 |

### Profesional
Tras no ser elegido en el Draft de la NBA de 2016, fue invitado por los Washington Wizards para disputar las Ligas de Verano, firmando contrato con el equipo capitalino el 23 de septiembre.
El 1 de marzo de 2017 fue despedido por los Wizards.
Durante los campamentos de verano de 2017, firmó por Houston Rockets, pero fue uno de los jugadores cortados antes del 15 de octubre. Por lo que fue asignado al equipo filial, los Rio Grande Valley Vipers de la NBA G League, con los que disputó esa temporada.
El 8 de diciembre de 2017, los Phoenix Suns firmaron a House un contrato de dos vías por un año, con el que podría jugar también con el equipo afiliado de la G League los Northern Arizona Suns. Finalmente acabó disputando 23 partidos con los Suns en la NBA, 3 de ellos siendo titular.
El 26 de junio de 2018, volvió a la disciplina de los Houston Rockets para disputar la NBA Summer League de 2018. Pero comenzó la temporada jugando de nuevo para los Rio Grande Valley Vipers.
Finalmente, el 26 de noviembre de 2018, los Houston Rockets anuncian un contrato de dos vías. Durante esa temporada disputó 39 partidos con los Rockets, 12 ellos de manera consecutiva como titular. Por lo que el 30 de junio de 2019, acuerda un contrato de 3 año y $11.1 millones. El 27 de noviembre de 2019, House consigue la máxima anotación de su carrera con 23 puntos en la victoria ante Miami Heat (117–108).
Durante su cuarta temporada en Houston, el 18 de diciembre de 2021, es cortado por los Rockets. Firmando, el 23 de diciembre, un contrato de 10 días con New York Knicks, con los que debutó ese mismo día ante Washington Wizards. Tras ese encuentro no volvió a jugar, y firmó el 6 de enero con Utah Jazz. Renovó por otros 10 días con los Jazz el 18 de enero, firmó un tercer contrato el 28 de enero, y finalmente, el 11 de febrero firma hasta final de temporada.
El 30 de junio de 2022, firma un contrato por 2 años y $8,5 millones con Philadelphia 76ers.
Durante su segunda temporada en Philadelphia, el 8 de febrero de 2024 es traspasado a Detroit Pistons, que lo despidió ese mismo día.

## Estadísticas de su carrera en la NBA

### Temporada regular
| Año     | Equipo       | PJ  | PT  | MPP  | %TC  | %3P  | %TL  | RPP | APP | ROB | TPP | PPP  |
| ------- | ------------ | --- | --- | ---- | ---- | ---- | ---- | --- | --- | --- | --- | ---- |
| 2016-17 | Washington   | 1   | 0   | 1.0  | –    | –    | –    | 1.0 | .0  | .0  | .0  | .0   |
| 2017-18 | Phoenix      | 23  | 3   | 17.5 | .434 | .259 | .806 | 3.3 | 1.1 | .3  | .3  | 6.6  |
| 2018-19 | Houston      | 39  | 13  | 25.1 | .468 | .416 | .789 | 3.6 | 1.0 | .5  | .3  | 9.4  |
| 2019-20 | Houston      | 63  | 52  | 30.4 | .427 | .363 | .811 | 4.2 | 1.3 | 1.1 | .5  | 10.5 |
| 2020-21 | Houston      | 36  | 23  | 25.9 | .404 | .346 | .651 | 3.7 | 1.9 | .6  | .4  | 8.8  |
| 2021-22 | Houston      | 16  | 1   | 14.6 | .338 | .294 | .895 | 2.7 | 1.2 | .3  | .3  | 4.8  |
| 2021-22 | New York     | 1   | 0   | 3.0  | .000 | .000 | -    | .0  | .0  | .0  | .0  | .0   |
| 2021-22 | Utah         | 25  | 6   | 19.6 | .447 | .415 | .692 | 2.7 | 1.0 | .6  | .5  | 6.8  |
| 2022-23 | Philadelphia | 56  | 5   | 14.4 | .472 | .336 | .750 | 1.7 | .8  | .3  | .2  | 4.8  |
| 2023-24 | Philadelphia | 34  | 4   | 15.0 | .448 | .300 | .761 | 1.7 | .8  | .4  | .1  | 4.2  |
| Total   | Total        | 294 | 107 | 21.3 | .434 | .359 | .761 | 3.0 | 1.1 | .6  | .3  | 7.3  |

### Playoffs
| Año   | Equipo       | PJ | PT | MPP  | %TC  | %3P  | %TL   | RPP | APP | ROB | TPP | PPP  |
| ----- | ------------ | -- | -- | ---- | ---- | ---- | ----- | --- | --- | --- | --- | ---- |
| 2019  | Houston      | 7  | 0  | 20.1 | .297 | .258 | .500  | 3.1 | .1  | .4  | .3  | 4.9  |
| 2020  | Houston      | 9  | 4  | 31.0 | .435 | .358 | .769  | 5.8 | 1.4 | .9  | .0  | 11.4 |
| 2022  | Utah         | 6  | 0  | 18.7 | .409 | .200 | .750  | 2.8 | .7  | .0  | .2  | 4.3  |
| 2023  | Philadelphia | 7  | 0  | 6.0  | .429 | .100 | 1.000 | 1.7 | .1  | .0  | .0  | 2.9  |
| Total | Total        | 29 | 4  | 19.8 | .400 | .288 | .700  | 3.6 | .7  | .4  | .1  | 6.3  |